# Vinicius Elías Teixeira
Vinicius Elías Teixeira (ur. 31 grudnia 1977 w Cuiabá) – brazylijski futsalista, zawodnik z pola, od 2012 roku gracz Intelli/Orlândia i reprezentacji Brazylii, z którą zdobył dwa Mistrzostwa Świata (2008, 2012) i Mistrzostwo Ameryki Południowej (2008). Zdobył także cztery Mistrzostwa Hiszpanii i dwa Puchary Hiszpanii, cztery Mistrzostwa Brazylii i Puchar Brazylii oraz Mistrzostwo Rosji. 